# 纽堡 (印第安纳州)
纽堡（Newburgh）是美国印第安纳州沃里克縣俄亥俄鎮區下的一个城镇，坐落在俄亥俄河畔，2010年普查时人口有3,315人。其坐标是37°56′48″N 87°24′13″W / 37.946579°N 87.403735°W。1850年时，该城镇成为辛辛那提与新奥尔良间的俄亥俄河畔最大的港口。